# Neophaenis psittacea
Neophaenis psittacea là một loài bướm đêm trong họ Noctuidae.